# Darrell Adams Jr.
Darrell Adams Jr. (18 novembre 1996) è un giocatore di football americano statunitense, che gioca come wide receiver per i Tampa Bay Bandits.
Dopo aver giocato per la squadra universitaria degli Azusa Pacific Cougars si è trasferito nel campionato austriaco.

## Palmarès
- 1 GNAC (2016)